# Iatmul jezik
Iatmul jezik (big sepik, gepma kwudi, gepma kwundi, ngepma kwundi; ISO 639-3: ian), sepički jezik skupine ndu, kojim govori 8 440 ljudi (2003 SIL) u provinciji East Sepik u distriktima Ambunti i Angoram, Papua Nova Gvineja.
Etnička grupa (pleme), nekadašnji kanibali, zove se Iatmul. Postoje dva dijalekta, nyaura i palimbei. Piše se na latinici.

## Vanjske poveznice
- Ethnologue (14th)
- Ethnologue (15th)